# Jean-Baptiste N'Doga
Jean-Baptiste N'Doga, né en 1945 et mort le 26 novembre 2004, est un footballeur international camerounais des années 1970. Il était attaquant.

## Carrière
Il est international camerounais dans les années 1970 et participe à la CAN 1970, inscrivant deux buts. Le Cameroun est éliminé au premier tour. 
Il participe aussi à la CAN 1972, inscrivant deux buts contre le Kenya et le Zaïre. Il sera par la même occasion le joueur à inscrire le tout premier but au stade Ahmadou Ahidjo nouvellement construit. le Cameroun termine troisième du tournoi, une performance qui ne sera dépassée que lors de la CAN 1984.